# Murewa (Distrikt)

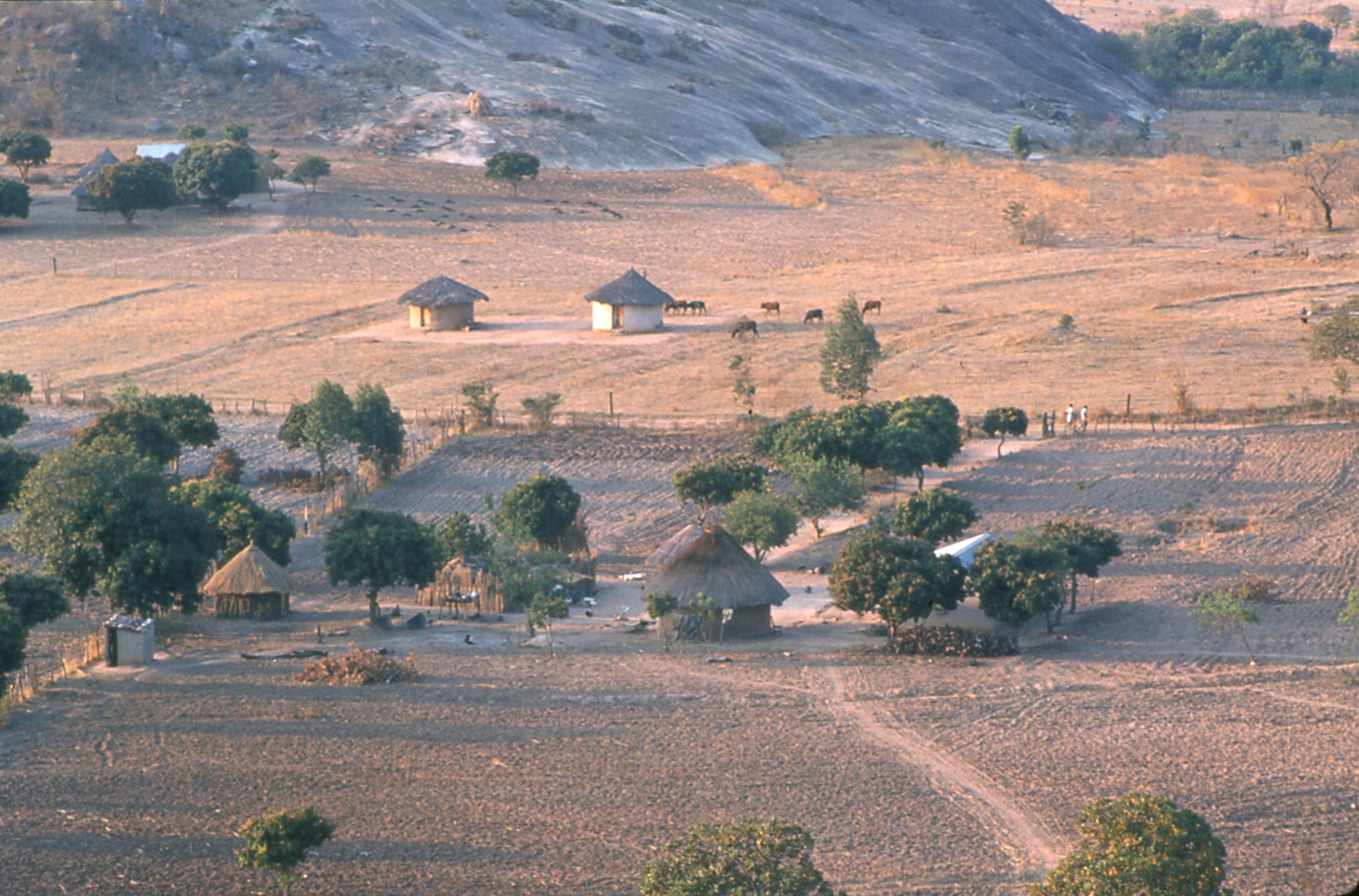
Shona-Gehöfte bei der Stadt Murewa

Murewa (auch Murehwa) ist eine Distrikt in der Provinz Mashonaland East in Simbabwe.

## Geografie
Der Distrikt liegt etwa 50 km östlich der Hauptstadt Harare. Im Süden erhebt er sich bis auf 1600 m und fällt nach Norden bis auf 900 m ab. Er grenzt im Norden an den Distrikt Uzumba-Maramba-Pfungwe, im Nordosten an Mutoko, im Osten an den Distrikte Makoni in der Provinz Manicaland, im Süden an Marondera, im Westen an Goromonzi und im Nordwesten mit einem kleinen Stück an Shamva in der Provinz Mashonaland Central. Der Distrikt ist in 30 Wards aufgeteilt.
Ein großes Stück der Westgrenze wird dabei von dem Mazowe Nebenfluss Nyagui gebildet, und ein Teil der Ostgrenze von dem Luenha Nebenfluss Ruenya.
Der Distrikt Murewa erstreckt sich über 120 km vom 1740 m hohen Mount Ahwa (10 km nördlich von Macheke) im Süden bis an den Mazoe-Fluss im Norden. Die Meereshöhe der Tallagen liegt im Süden und in der Mitte des Distriktes bei 1400 m, am Mazoe zwischen 700 und 800 m. Darüber erheben sich Hügel mit sanften Hängen und Berge mit steilen Felsflanken.

## Bevölkerung
Mit 11.750 Einwohnern (2002) ist Murewa der größte Ort im Distrikt. Der Distrikt selber hat eine Ausdehnung von 3556 km² und es leben 205.440 Menschen in ihm (2022).
Die große Mehrheit der Einwohner sind Shona. Drei Viertel des Gebietes sind von traditioneller afrikanischer Landwirtschaft bestimmt, das südliche Viertel von kommerziellen Farmen. Im Süden befinden sich auch drei kleine Hügelforts aus der Spätphase der alten Simbabwe-Kultur (Mutapa-Staat).

## Landkarten
- Zimbabwe 1:250 000, Blatt Mutoko (topografische Übersichtskarte, Surveyor General)
- Zimbabwe Land Classification, First Edition 1997 (Karte 1:1 000 000, Surveyor General)